# Sólo por ti (canción de Paulina Rubio)
«Sólo por ti» es el segundo sencillo del cuarto álbum de Paulina Rubio Planeta Paulina lanzado a inicios del mes de octubre del año 1996, la canción compuesta por Marco Flores y al igual que su antecesor tiene un ritmo Dance, también contiene su versión en inglés llamado Only For you. Sólo por ti tiene un video estrenado en el Especial Planeta Paulina de 1996.

## Video
Comienza en el campo se ve a Paulina vestida de blanco todo el vídeo y aparece algunas partes están en blanco y negro y Paulina baila todo el vídeo.
El video fue dirigido por Fernando de Garay con quien había trabajado con el video de Siempre tuya desde la raíz.

## Formatos y lista de canciones
México sencillo en CD:
1. Versión Álbum 4:14
2. Mix 7:47
3. 70's Edit 4:02
4. Dance Extended Mix 6:39
5. Mix Edit 3:55
6. Only For You (English Version) 4:14